# Premi al millor anime del Saló del Manga de Barcelona
El Premi al millor anime del Saló del Manga de Barcelona és un guardó anual concedit per Ficomic durant el Saló de Manga de Barcelona que té per objectiu premiar el millor anime de l'any distribuït a l'estat espanyol. El premi es va concedir per primera vegada el 2008, a la 14a edició del Saló del Manga de Barcelona, i s'ha entregat ininterrompudament des d'aleshores.
El premi s'entrega en diferents disciplines, les quals han anat variant al llarg de la història. A les primeres edicions del Saló del Manga, el premi només s'entregava en la categoria "millor DVD d'anime", sense diferenciar entre sèrie o pel·lícula. Seguidament s'hi va afegir el premi a la "millor sèrie d'anime emesa a la televisió". Més endavant, aquestes categories van passar a diferenciar entre sèrie i pel·lícula d'anime. Així mateix, van passar a especificar també el canal de distribució, diferenciant entre suport físic (DVD o Blu-ray), cinema o bé emissió en plataforma digital o televisió.
El premi no té dotació econòmica i s'atorga per votació popular mitjançant la pàgina web de Ficomic, en la qual tothom hi pot emetre un vot. A les primeres edicions, Ficomic anunciava directament el guanyador de la votació popular. Més endavant, es va introduir un sistema de votació a dues voltes amb el qual de la primera votació en resultava elegida una llista de tres nominats. A la segona votació es determina el guanyador per votació popular.

## Palmarès

### Millor anime (2008-present)
Entre el 2008 i el 2017 el premi al millor anime no distingia entre sèrie i pel·lícula, i s'atorgava al millor DVD o blu-ray.
A partir del 2011, el palmarès es va ampliar amb la incorporació de la modalitat "millor sèrie o pel·lícula emesa a televisió". A partir de l'edició de 2016 el premi va incloure també les sèries emeses en plataforma, canviant la denominació a "millor sèrie o pel·lícula d'anime emesa a la televisió o plataforma".
Entre 2018 i 2022, el palmarès va passar a especificar si el premis s'entregava a la millor sèrie o pel·lícula, abandonant la denominació genèrica d'anime. A partir del 2023, el pemi es va tornar a atorgar al millor anime, prescindint de diferenciar entre pel·lícula o sèrie.
| Any     | Modalitat | Títol | Direcció | Edició |
| ------- | --- | --- | --- | --- |
| 2008    | DVD o Blu-Ray | Death Note | Tetsurō Araki | Selecta Visión |
| 2009    | DVD o Blu-Ray | Evangelion: 1.0 | Hideaki Anno, Kazuya Tsurumaki | Selecta Visión |
| 2010    | DVD o Blu-Ray | Saint Seiya: el quadre perdut | Osamu Nabeshima | Selecta Visión |
| 2011    | DVD o Blu-Ray | La Princesa Mononoke | Hayao Miyazaki | Aurum Producciones |
| 2011    | Emesa a televisió | One Piece | Kōnosuke Uda | Arait Multimedia |
| 2012    | DVD o Blu-Ray | El castell ambulant | Hayao Miyazaki | Aurum Producciones |
| 2012    | Emesa a televisió | Bola de Drac Z | Daisuke Nishio | Selecta Visión |
| 2013    | DVD o Blu-Ray | El meu veí Totoro | Hayao Miyazaki | Studio Ghibli / Eone Entertainment |
| 2013    | Emesa a televisió | Bleach | Noriyuki Abe | Estudios Pierrot |
| 2014    | DVD o Blu-Ray | Wolf Children | Mamoru Hosoda | Selecta Visión |
| 2014    | Emesa a televisió | Shingeki no Kyojin | Tetsurō Araki | Canal + Xtra |
| 2015    | DVD o Blu-Ray | Atac als titans | Tetsurō Araki | Selecta Visión |
| 2015    | Emesa a televisió | El castell ambulant | Hayao Miyazaki | eOne Films |
| 2016    | DVD o Blu-Ray | Haikyū!! | Susumu Mitsunaka | Selecta Visión |
| 2016    | Plataforma/TV | Re: Zero- Starting Life in Another World | Masaharu Watanabe | Crunchyroll |
| 2017    | DVD o Blu-Ray | | | |
| 2017    | DVD o Blu-Ray | Your Lie in April | Kyōhei Ishiguro | Selecta Visión |
| 2017    | DVD o Blu-Ray | Cowboy Bebop | Shinichiro Watanabe | Selecta Visión |
| 2017    | DVD o Blu-Ray | Haikyū!! | Susumu Mitsunaka | Selecta Visión |
| 2017    | Plataforma/TV | | | |
| 2017    | Yuri!!! on Ice | Sayo Yamamoto | Crunchyroll | |
| 2017    | Shingeki no Kyojin (Temporada 2) | Tetsurō Araki | Selecta Visión | |
| 2017    | JoJo's Bizarre Adventure | Hiroyuki Kitakubo | Selecta Visión /Crunchyroll | |
| 2018-22 | Durant aquest període els premis entregats van fer distinció específica ente pel·lícula o sèrie d'anime. El 2023, el premi va recuperar la denominació genèrica d'anime. | Durant aquest període els premis entregats van fer distinció específica ente pel·lícula o sèrie d'anime. El 2023, el premi va recuperar la denominació genèrica d'anime. | Durant aquest període els premis entregats van fer distinció específica ente pel·lícula o sèrie d'anime. El 2023, el premi va recuperar la denominació genèrica d'anime. | Durant aquest període els premis entregats van fer distinció específica ente pel·lícula o sèrie d'anime. El 2023, el premi va recuperar la denominació genèrica d'anime. |
| 2023    | DVD o Blu-Ray | | | |
| 2023    | DVD o Blu-Ray | One Piece Film: Red | Gorō Taniguchi | Selecta Visión (Amb doblatge en català) |
| 2023    | DVD o Blu-Ray | Belle | Mamoru Hosoda | A Contracorriente Films (Amb doblatge en català) |
| 2023    | DVD o Blu-Ray | Pájaro que trina no vuela. Nubes que se funden | Kaori Makita | Jonu Media |
| 2024    | Format físic | | | |
| 2024    | Format físic | Sailor Moon (Edició Col·leccionista) | Toei Animation | Selecta Visión |
| 2024    | Format físic | Kare Kano (Edició Col·leccionista) | Hideaki Anno / Hiroki Satō | Selecta Visión |
| 2024    | Format físic | Akatsuki no Yona | Pierrot | Selecta Visión |

### Millor sèrie d'anime (2018-present)
A partir de l'edició de 2018 el premi al millor anime, que fins aleshores no diferenciava entre sèrie o pel·lícula, va començar a diferenciar entre les modalitats "millor sèrie d'anime" i "millor pel·lícula d'anime". Addicionalment, a partir de 2021 la introducció d'un nou canvi va fer que el premi considerés més modalitats, especificant ara si les sèries eren emeses en "plataformes/TV" o si es tractava de sèries editades en "format físic (Blu-ray/DVD)".
| 2018 | Sense especificar                            |                                                       |                                |                 |
| 2018 | Sense especificar                            | Shingeki no Kyojin (Temporada 3)                      | Tetsurō Araki                  | Selecta Visión  |
| 2018 | Sense especificar                            | JoJo's Bizarre Adventure                              |                                | Selecta Visión  |
| 2018 | Sense especificar                            | Bola de Drac Super                                    |                                | Selecta Visión  |
| 2019 | Sense especificar                            |                                                       |                                |                 |
| 2019 | Sense especificar                            | Made in Abyss                                         |                                | Selecta Visión  |
| 2019 | Sense especificar                            | Shingeki no Kyojin (Temporada 4)                      | Tetsurō Araki                  | Selecta Visión  |
| 2019 | Sense especificar                            | Mob Psycho                                            |                                | Crunchyroll     |
| 2020 | Sense especificar                            |                                                       |                                |                 |
| 2020 | Sense especificar                            | Beastars                                              | Shinichi Matsumi               | Netflix         |
| 2020 | Sense especificar                            | Fire Force                                            |                                | Coalise Estudio |
| 2020 | Sense especificar                            | Re:ZERO-Starting Life in Another World-Director's Cut |                                | Crunchyroll     |
| 2021 | Plataforma/TV                                |                                                       |                                |                 |
| 2021 | Plataforma/TV                                | Digimon Adventure: L'última evolució Kizuna           | Tomohisa Taguchi               | Selecta Visión  |
| 2021 | Plataforma/TV                                | Promare                                               |                                | Selecta Visión  |
| 2021 | Plataforma/TV                                | Akira                                                 |                                | Selecta Visión  |
| 2021 | Format físic (Blu-ray/DVD)                   |                                                       |                                |                 |
| 2021 | Digimon Adventure: L'última evolució Kizuna  | Tomohisa Taguchi                                      | Selecta Visión                 |                 |
| 2021 | Promare                                      |                                                       | Selecta Visión                 |                 |
| 2021 | Akira                                        |                                                       | Selecta Visión                 |                 |
| 2022 | Millor estrena                               |                                                       |                                |                 |
| 2022 | Millor estrena                               | Spy × Family                                          | Kazuhiro Furuhashi             | Crunchyroll     |
| 2022 | Millor estrena                               | Cyberpunk: Edgerunners                                | Hiroyuki Imaishi               | Netflix         |
| 2022 | Millor estrena                               | Ranking of Kings                                      | Yōsuke Hatta                   | Crunchyroll     |
| 2022 | Format físic (Blu-ray/DVD)                   |                                                       |                                |                 |
| 2022 | Neon Genesis Evangelion (Edició Definitiva)  | Hideaki Anno                                          | Selecta Visión                 |                 |
| 2022 | Guardians de la Nit (Edició Col·leccionista) | Haruo Sotozaki                                        | Selecta Visión                 |                 |
| 2022 | Ranma ½                                      | Rumiko Takahashi                                      | Selecta Visión                 |                 |
| 2023 | Millor estrena                               |                                                       |                                |                 |
| 2023 | Millor estrena                               | Jujutsu Kaisen                                        | Sunghoo Park                   | Crunchyroll     |
| 2023 | Millor estrena                               | Chainsaw Man                                          | Ryū Nakayama / Makoto Nakazono | Crunchyroll     |
| 2023 | Millor estrena                               | Oshi no Ko                                            | Daisuke Hiramaki               | Anime Box       |
| 2024 | Millor estrena                               |                                                       |                                |                 |
| 2024 | Millor estrena                               | Dungeon Meshi                                         | Yoshihiro Miyajima             | Netflix         |
| 2024 | Millor estrena                               | Kaiju No. 8                                           | Production I.G                 | Crunchyroll     |
| 2024 | Millor estrena                               | Oshi no Ko                                            | Doga Kobo                      | Anime Box       |

### Millor pel·lícula d'anime (2018-present)
A partir del 2018 el "premi a la millor sèrie o pel·lícula d'anime" va perdre el seu caràcter genèric i es va començar a entregar específicament en les dues modalitats de "millor sèrie d'anime" i "millor pel·lícula d'anime". Addicionalment, a partir de 2021 es van introduir més canvis, fent que el premi considerés altres modalitats com l'estrena en cinema, l'emissió en "plataformes/TV" o l'edició en "format físic (Blu-ray/DVD)".
| 2018 | Sense especificar                                                  |                                                |                     |                                         |
| 2018 | Sense especificar                                                  | Your name                                      | Makoto Shinkai      | Selecta Visión                          |
| 2018 | Sense especificar                                                  | A silent voice                                 | Naoko Yamada        | Selecta Visión                          |
| 2018 | Sense especificar                                                  | Night is short, walk on girl                   | Masaaki Yuasa       | Selecta Visión                          |
| 2019 | Sense especificar                                                  |                                                |                     |                                         |
| 2019 | Sense especificar                                                  | A Silent Voice                                 | Naoko Yamada        | Selecta Visión                          |
| 2019 | Sense especificar                                                  | Dragon Ball Super: Broly                       | Tatsuya Nagamine    | Selecta Visión                          |
| 2019 | Sense especificar                                                  | Vull menjar-me el teu pàncrees                 | Shinichiro Ushijima | Selecta Vision                          |
| 2020 | Sense especificar                                                  |                                                |                     |                                         |
| 2020 | Sense especificar                                                  | El temps amb tu                                | Makoto Shinkai      | Selecta Visión                          |
| 2020 | Sense especificar                                                  | El detectiu Conan: El puny de safir blau       | Chika Nagaoka       | Divisa-Alfa Pictures                    |
| 2020 | Sense especificar                                                  | One Piece: Estampida                           | Takashi Ōtsuka      | Selecta Vision                          |
| 2021 | Millor estrena en cinemes                                          |                                                |                     |                                         |
| 2021 | Millor estrena en cinemes                                          | Promare                                        | Hiroyuki Imaishi    | Selecta Visión                          |
| 2021 | Millor estrena en cinemes                                          | Digimon Adventure: L'úlima evolució Kizuna     | Tomohisa Taguchi    | Selecta Visión                          |
| 2021 | Millor estrena en cinemes                                          | Els Guardians de la Nit: El tren infinit       | Haruo Sotozaki      | Selecta Visión                          |
| 2021 | Millor estrena Plataforma/TV                                       |                                                |                     |                                         |
| 2021 | Evangelion: 3.0+1.0 Thrice Upon a Time                             | Hideaki Anno                                   | Amazon Prime        |                                         |
| 2021 | Digimon Adventure: Last Evolution Kizuna                           | Tomohisa Taguchi                               | Selecta Visión      |                                         |
| 2021 | Els Guardians de la Nit: El tren infinit                           | Haruo Sotozaki                                 | Selecta Visión      |                                         |
| 2021 | Format físic (Blu-ray/DVD)                                         |                                                |                     |                                         |
| 2021 | Digimon Adventure: L'última evolució Kizuna                        | Tomohisa Taguchi                               | Selecta Visión      |                                         |
| 2021 | Promare                                                            | Hiroyuki Imaishi                               | Selecta Visión      |                                         |
| 2021 | Akira                                                              | Katsuhiro Otomo                                | Selecta Visión      |                                         |
| 2022 | Millor estrena                                                     |                                                |                     |                                         |
| 2022 | Millor estrena                                                     | Jujutsu Kaisen 0                               | Sunghoo Park        | Crunchyroll                             |
| 2022 | Millor estrena                                                     | Bola de Drac Super: el Superheroi              | Tetsuro Kodama      | Crunchyroll                             |
| 2022 | Millor estrena                                                     | Josee, el Tigre i els Peixos                   | Kôtarô Tamura       | Selecta Visión                          |
| 2022 | Format físic (Blu-ray/DVD)                                         |                                                |                     |                                         |
| 2022 | Els guardians de la nit: El tren infinit (Edició Col·leccionista)  | Haruo Sotozaki                                 | Selecta Visión      |                                         |
| 2022 | Buscant la màgica Doremi (Edició Col·leccionista)                  | Haruka Kamatani, Junichi Sato                  | Selecta Visión      |                                         |
| 2022 | La noia que saltava a través del temps (Edició Col·leccionista A4) | Mamoru Hosoda                                  | Selecta Visión      |                                         |
| 2023 | Millor estrena                                                     |                                                |                     |                                         |
| 2023 | Millor estrena                                                     | One Piece Film: Red                            | Gorō Taniguchi      | Selecta Visión (Amb doblatge en català) |
| 2023 | Millor estrena                                                     | Shin-chan y el misterio de la Academia Tenkasu | Wataru Takahashi    | Alfa Pictures i Luk International       |
| 2023 | Millor estrena                                                     | The First Slam Dunk                            | Takehiko Inoue      | Selecta Visión (Amb doblatge en català) |
| 2024 | Millor estrena                                                     |                                                |                     |                                         |
| 2024 | Millor estrena                                                     | El noi i l'ocell                               | Hayao Miyazaki      | Vértigo Films                           |
| 2024 | Millor estrena                                                     | Haikyu!! Batalla als contenidors               | Susumu Mitsunaka    | Crunchyroll                             |
| 2024 | Millor estrena                                                     | Spy × Family Code: White                       | Takashi Katagiri    | Crunchyroll                             |

### Millor anime doblat al català (2023-present)
| Any                           | Títol            | Direcció / Estudi | Canal d'emissió |
| ----------------------------- | ---------------- | ----------------- | --------------- |
| 2023                          |                  |                   |                 |
| Sakura, la caçadora de cartes | Morio Asaka      | SX3               |                 |
| Haikyū!!                      | Susumu Mitsunaka | SX3               |                 |
| One Piece                     | Kōnosuke Uda     | SX3               |                 |
| 2024                          |                  |                   |                 |
| Sakura, la caçadora de cartes | Morio Asaka      | SX3               |                 |
| Haikyū!!                      | Susumu Mitsunaka | SX3               |                 |
| Yona, la princesa de l'alba   | Pierrot          | SX3               |                 |